# Lijst van Vlaamse ministers van Cultuur
Dit is een lijst van ministers van Cultuur in de Vlaamse Regering.

## Lijst
| Nr. | Minister | Minister                        | Partij | Partij   | Begin             | Einde             | Regering(en)              |
| --- | -------- | ------------------------------- | ------ | -------- | ----------------- | ----------------- | ------------------------- |
| 1   |          | Karel Poma (1920-2014)          |        | PVV      | 22 december 1981  | 10 december 1985  | Geens I                   |
| 2   |          | Patrick Dewael (1955)           |        | PVV      | 10 december 1985  | 21 januari 1992   | Geens II, III, IV         |
| 3   |          | Hugo Weckx (1935-2024)          |        | CVP      | 21 januari 1992   | 20 juni 1995      | Van den Brande I, II, III |
| 4   |          | Luc Martens (1946)              |        | CVP      | 20 juni 1995      | 13 juli 1999      | Van den Brande IV         |
| 5   |          | Bert Anciaux (1959)             |        | VU&ID    | 13 juli 1999      | 3 juli 2002       | Dewael                    |
| 6   |          | Paul Van Grembergen (1937-2016) |        | Spirit   | 3 juli 2002       | 20 juli 2004      | Dewael, Somers            |
| (5) |          | Bert Anciaux (1959)             |        | Spirit   | 20 juli 2004      | 13 juli 2009      | Leterme, Peeters I        |
| 7   |          | Joke Schauvliege (1970)         |        | CD&V     | 13 juli 2009      | 25 juli 2014      | Peeters II                |
| 8   |          | Sven Gatz (1967)                |        | Open Vld | 25 juli 2014      | 18 juli 2019      | Bourgeois, Homans         |
| 9   |          | Lydia Peeters (1969)            |        | Open Vld | 18 juli 2019      | 2 oktober 2019    | Homans                    |
| 10  |          | Jan Jambon (1960)               |        | N-VA     | 2 oktober 2019    | 30 september 2024 | Jambon                    |
| 11  |          | Caroline Gennez (1975)          |        | Vooruit  | 30 september 2024 | heden             | Diependaele               |